# Tolomeo II Gallio, IV duca di Alvito
Tolomeo II Gallio, IV duca di Alvito (Como, 1618 – Milano, 22 gennaio 1687), è stato un nobile italiano.

## Biografia
Tolomeo II Gallio nacque a Como nel 1618, figlio di Francesco I Gallio, III duca di Alvito, e di sua moglie, la contessa Giustina Borromeo. Suo fratello Marco venne nominato cardinale da papa Innocenzo XI, comasco. Era inoltre discendente diretto di Renato I Borromeo, X conte di Angera, di Ercole Grimaldi, signore di Monaco, e di papa Paolo III Farnese. Era pronipote del cardinale Federico Borromeo.
Pur risiedendo stabilmente a Milano, dove aveva intrapreso la carriera militare divenendo capitano delle milizie e maestro di campo del re di Spagna, si interessò del progetto del palazzo di Alvito fatto terminare da suo padre trent'anni prima e nel 1668 volle arricchirlo con un porticato a loggia. Il duca si interessò agli abitati di Atina, Vicalvi e Posta con diverse migliorie, curando il restauro della chiesa di Santa Maria del Campo e quella di San Giovanni Evangelista, sempre ad Alvito, che risultava gravemente lesionata dopo il terremoto che aveva colpito la cittadina nel 1656. Per questa sua munificenza, unicamente orientata a riscontrare il consenso degli abitanti del ducato su cui ex officio regnava, Filippo IV di Spagna concesse a Tolomeo II nel 1665 la cittadinanza onoraria di Napoli.
Nel 1686, alla morte di suo cugino Giacomo, marchese d'Isola, Tolomeo II avrebbe dovuto ereditare tutti i beni del suo ramo che con questi si estinse, compreso il palazzo nel comasco, secondo quanto stabilito dal lascito dell'abate Marco Gallio (morto nel 1532), il quale aveva garantito ai Gallio d'Isola le sostanze necessarie per poter fondare una propria linea a patto che, ad estinzione di questa, le sostanze ed i titoli in possesso dell'ultimo discendente in vita passassero alla sua morte alla linea dei Gallio, duchi d'Alvito. Giacomo, ad ogni modo, prima di morire, aveva dato diverse disposizioni, lasciando gran parte dei quadri che costituivano la propria collezione (oltre 100 dipinti) alla fabbriceria del duomo di Como. Ne nacque un contenzioso su cui però Tolomeo II non riuscì ad avere la meglio, aggiudicandosi solo i titoli ed una parte dei beni che il cugino aveva lasciato alla linea ducale di Alvito.
Il suo matrimonio nel 1642 con Ottavia Trivulzio, figlia del principe cardinale Gian Giacomo Teodoro Trivulzio e di sua moglie Giovanna Maria Grimaldi, non solo consolidò la sua presenza nei circoli dell'aristocrazia di Milano, ma gettò anche le basi per la futura unione delle due casate: alla morte di suo nipote Antonio Teodoro Trivulzio, sopraggiunta nel 1678, il secondogenito di Tolomeo II, Gaetano, si ritrovò  erede universale delle sostanze del ramo dei Trivulzio della Val Mesolcina e per questo, oltre ad ottenerne i titoli, ne assunse anche il cognome costituendo così il ramo collaterale dei Gallio-Trivulzio che, pur non sopravvivendo più di due generazioni, portò, tramite il nipote Antonio Tolomeo Gallio Trivulzio, alla fondazione del Pio Albergo Trivulzio, una delle istituzioni caritatevoli più importanti della capitale del ducato milanese.
Morì a Milano il 22 gennaio 1687.

## Discendenza
Dalla moglie Ottavia Trivulzio ebbe tre figli:
- Giustina (29 ottobre 1644-21 luglio 1679), sposò il principe Gregorio Boncompagni, V duca di Sora e principe di Piombino
- Francesco II (13 gennaio 1648[7]-6 maggio 1702[8]), V duca di Alvito, sposò Maria Alfonsa Diaz Pimienta e proseguì il casato
- Gaetano (1658-1705), IV principe della Val Mesolcina, sposò Lucrezia Borromeo

## Albero genealogico
|                                        |                        |                                                | Genitori                             |  |  | Nonni |  |  | Bisnonni                     |  |  | Trisnonni                      |  |
|                                        |                        |                                                |                                      |  |  |       |  |  | Marco Gallio, nobile di Como |  |  | Ottavio Gallio, nobile di Como |  |
|                                        |                        |                                                |                                      |  |  |       |  |  | Marco Gallio, nobile di Como |  |  | Ottavio Gallio, nobile di Como |  |
|                                        |                        | Elisabetta Vailati                             |                                      |  |  |       |  |  | Marco Gallio, nobile di Como |  |  |                                |  |
| Tolomeo I Gallio, II duca di Alvito    |                        |                                                |                                      |  |  |       |  |  | Marco Gallio, nobile di Como |  |  |                                |  |
|                                        |                        | Elisabetta Valle                               | …                                    |  |  |       |  |  |                              |  |  |                                |  |
|                                        |                        | Elisabetta Valle                               | …                                    |  |  |       |  |  |                              |  |  |                                |  |
|                                        |                        | Elisabetta Valle                               | …                                    |  |  |       |  |  |                              |  |  |                                |  |
| Francesco I Gallio, III duca di Alvito |                        | Elisabetta Valle                               |                                      |  |  |       |  |  |                              |  |  |                                |  |
|                                        |                        | Girolamo Bonelli, I marchese di Cassano d'Adda | Marco Bonelli, nobile di Alessandria |  |  |       |  |  |                              |  |  |                                |  |
|                                        |                        | Girolamo Bonelli, I marchese di Cassano d'Adda | Marco Bonelli, nobile di Alessandria |  |  |       |  |  |                              |  |  |                                |  |
|                                        |                        | Girolamo Bonelli, I marchese di Cassano d'Adda | Dominina De Gibertis                 |  |  |       |  |  |                              |  |  |                                |  |
| Partenia Bonelli                       |                        | Girolamo Bonelli, I marchese di Cassano d'Adda |                                      |  |  |       |  |  |                              |  |  |                                |  |
|                                        |                        | Adamante Peruzzi                               | Antonio Peruzzi                      |  |  |       |  |  |                              |  |  |                                |  |
|                                        |                        | Adamante Peruzzi                               | Antonio Peruzzi                      |  |  |       |  |  |                              |  |  |                                |  |
|                                        |                        | Adamante Peruzzi                               | Partenia Rusticucci                  |  |  |       |  |  |                              |  |  |                                |  |
| Tolomeo II Gallio, IV duca di Alvito   |                        | Adamante Peruzzi                               |                                      |  |  |       |  |  |                              |  |  |                                |  |
|                                        | Giulio Cesare Borromeo | Federico Borromeo                              |                                      |  |  |       |  |  |                              |  |  |                                |  |
|                                        | Giulio Cesare Borromeo | Federico Borromeo                              |                                      |  |  |       |  |  |                              |  |  |                                |  |
|                                        | Giulio Cesare Borromeo | Veronica Visconti di Somma                     |                                      |  |  |       |  |  |                              |  |  |                                |  |
| Renato I Borromeo, X conte di Arona    | Giulio Cesare Borromeo |                                                |                                      |  |  |       |  |  |                              |  |  |                                |  |
|                                        |                        | Margherita Trivulzio                           | Renato Trivulzio                     |  |  |       |  |  |                              |  |  |                                |  |
|                                        |                        | Margherita Trivulzio                           | Renato Trivulzio                     |  |  |       |  |  |                              |  |  |                                |  |
|                                        |                        | Margherita Trivulzio                           | Isabella Borromeo                    |  |  |       |  |  |                              |  |  |                                |  |
| Giustina Borromeo                      |                        | Margherita Trivulzio                           |                                      |  |  |       |  |  |                              |  |  |                                |  |
|                                        |                        | Ottavio Farnese                                | Pier Luigi Farnese                   |  |  |       |  |  |                              |  |  |                                |  |
|                                        |                        | Ottavio Farnese                                | Pier Luigi Farnese                   |  |  |       |  |  |                              |  |  |                                |  |
|                                        |                        | Ottavio Farnese                                | Gerolama Orsini                      |  |  |       |  |  |                              |  |  |                                |  |
| Ersilia Farnese                        |                        | Ottavio Farnese                                |                                      |  |  |       |  |  |                              |  |  |                                |  |
|                                        |                        | …                                              | …                                    |  |  |       |  |  |                              |  |  |                                |  |
|                                        |                        | …                                              | …                                    |  |  |       |  |  |                              |  |  |                                |  |
|                                        |                        | …                                              | …                                    |  |  |       |  |  |                              |  |  |                                |  |
|                                        |                        | …                                              |                                      |  |  |       |  |  |                              |  |  |                                |  |